# Brooklyn chiama polizia
Brooklyn chiama polizia (The Naked Street) è un film del 1955 diretto da Maxwell Shane.
È un film poliziesco a sfondo noir statunitense con Farley Granger, Anthony Quinn e Anne Bancroft.

## Trama
Phil Regal è a capo di un potente racket di Brooklyn, ma è protetto da un'attività di facciata legittima e da un'organizzazione impeccabile, al punto che la polizia non ha mai avuto elementi per incolparlo. Quando sua sorella minore Rosalie rivela di essere incinta di tale Nicky Bradna, che si trova da poco nel braccio della morte del carcere di Sing Sing per l'omicidio del commerciante Barricks, Regal – per salvare la rispettabilità della famiglia - intimidisce o paga i testimoni chiave, che ritrattano le loro precedenti dichiarazioni consentendo la liberazione di Nicky per non aver commesso il fatto.
Rosalie e Nicky si sposano, ma, quando la donna perde il nascituro, Nicky riprende le sue abitudini di donnaiolo e malavitoso. A questo punto Regal ricorre al suo consueto metodo di far pressione sui suoi sottoposti nella banda criminale – compreso il miglior amico di Nicky, Latzi Franks - per far sì che Nicky venga incolpato di un nuovo omicidio (l'autore del quale è Regal stesso) e tratto prigioniero. Nicky – di nuovo condannato a morte - sa che il suo coinvolgimento nel delitto a torto attribuitogli è opera di Regal, e per vendicarsi, costi quel che costi, racconta alla stampa il ruolo del boss nello scagionarlo dall'omicidio Barracks. Semplicemente, Il District Attorney incaricato del caso non gli crede, e Nicky viene giustiziato.
Solo allora Latzi Franks – per quanto gravemente ferito da un uomo di Regal - si decide a spiegare ai giornalisti e alle autorità la verità sul boss. Regal, inseguito dalla polizia – che ora ha abbastanza elementi per incriminarlo -, perde la vita in un incidente mentre tenta la fuga.

## Produzione
Il film, diretto e sceneggiato da Maxwell Shane su un soggetto di Leo Katcher, fu prodotto da Edward Small per la Edward Small Productions. I titoli di lavorazione furono The Big Frame, The Rap, The Brass Ring e The Mobster.

## Distribuzione
Il film fu distribuito con il titolo The Naked Street negli Stati Uniti nell'agosto del 1955 al cinema dalla United Artists.
Altre distribuzioni:
- in Finlandia il 2 dicembre 1955 (Alaston katu)
- in Francia il 25 aprile 1956 (Le roi du racket)
- in Germania Ovest il 6 luglio 1956 (Nackte Straßen)
- in Svezia il 23 luglio 1956 (Naken gata)
- in Austria nell'agosto del 1956 (Nackte Straßen)
- in Portogallo il 22 agosto 1957 (O Salário do Pecado)
- in Brasile (O Salário do Pecado)
- in Spagna (La calle desnuda)
- in Grecia (O gymnos dromos)
- in Italia (Brooklyn chiama polizia)